# Progress MS-03
Progress MS-03 (w oznaczeniach NASA jako Progress 64 lub 64P) – misja statku transportowego Progress, prowadzona przez rosyjską agencję kosmiczną Roskosmos na potrzeby zaopatrzenia Międzynarodowej Stacji Kosmicznej.
Jest to trzecia misja nowej wersji Progressa. Zmodernizowana wersja tego statku transportowego pozwala m.in. na wypuszczanie małych satelitów z przedziału towarowego, kontrolowanie położenia statku na orbicie dzięki nawigacji satelitarnej oraz cyfrową łączność radiową ze stacją. Ponadto nowa wersja została wyposażona w dodatkowe silniki elektryczne wykorzystywane do dokowania oraz lepszą osłonę przed mikrometeorytami.

## Przebieg misji
Start misji nastąpił 16 lipca 2016 roku o 21:41:45 UTC z kosmodromu Bajkonur przy wykorzystaniu rakiety Sojuz-U. Statek zadokował do portu cumowniczego modułu Pirs 19 lipca 2016 o 00:20 UTC. Statek transportowy odłączył się od stacji 31 stycznia 2017 roku o 14:25 UTC po 196 dniach cumowania na ISS.

## Ładunek
Całkowity ładunek, który Progress MS-03 dostarczył na Międzynarodową Stację Kosmiczną miał masę 2405 kg. W przednim module hermetycznym umieszczono m.in.:
- 273 kg sprzętu do systemu zaopatrzenia stacji w wodę (m.in. zbiornik wody, bloki chemiczne i akcesoria),
- 148 kg przedmiotów sanitarnych i higienicznych (m.in. pojemniki do odpadów),
- 135 kg zaopatrzenia medycznego (m.in. sprzęt do monitorowania zdrowia i profilaktyki przed niekorzystnym wpływem skutków nieważkości),
- 318 kg pożywienia (pojemniki z racjami żywnościowymi i zestawy świeżej żywności),
- 19 kg sprzętu do systemu kontroli temperatury wewnątrz stacji,
- 78 kg sprzętu do systemu zasilającego stację w energię elektryczną (akumulatory),
- 22 kg sprzętu do systemu nawigacji,
- 31 kg przedmiotów wsparcia załogi (dokumentacja, przenośny odtwarzacz, baterie, pojemniki do pakowania przedmiotów),
- 15 kg materiałów do badań naukowych i maszyna Ray-2M do prowadzenia eksperymentów,
- 122 kg dodatkowego wyposażenia modułów w rosyjskim segmencie stacji,
- 22 kg przedmiotów dla załogi (ubrania, środki higieny osobistej, przesyłki personalne).

W module niehermetycznym Progressa znalazło się m.in.: 1585 kg paliwa do systemu napędowego i manewrującego, 28 kg skompresowanego tlenu i 22 kg skompresowanego powietrza, a także 420 kg wody.